# Народно читалище „Познай себе си – 1911“
Народно читалище „Познай себе си – 1911“ е читалище в село Ряхово, област Русе.
Ряховското читалище е основано през 1911 г. по инициатива на учителите и с участието на някои по-будни селяни. То приема за свое име мисълта на древногръцкия философ Сократ „Познай себе си – 1911“. Определя се и патронен празник на читалището – 8 ноември (Димитровден). Това съвпада с началото на активния културно-просветен живот на селото, когато вече селскостопанската работа приключва.

## Участия
Участие в Националния събор в Копривщица:
- 1962 г. – показ на носии – грамота за отлично представяне
- 1967 – 1972 г. – индивидуални изпълнители на народно творчество
- 1976 г. – „Голяма спиванка“ – сребърен медал и диплом
- 1981 г. – „Варден клас“ – сребърен медал и диплом
- 1986 г. – „Чукане на коноп“ – трудов обичай, сребърен медал
- 2005 г. – показ на автентични носии

Участие в „Златната гъдулка“:
- 1966 г. – битов оркестър – първо място
- 1979 г. – „Сватба“ – сребърен медал
- 1981 г. – „Варден клас“ и показ на носии
- 1982 г. – индивидуални изпълнители
- 1984 г. – танцов състав
- 2000 г. – „Селска сватба“ – обичай в три части
- 2002 г. – „Пеперуда“ – молебен за дъжд
- 2005 г. – показ на автентични носии

## Ордени и награди
- През 1986 г. читалището е удостоено с орден „Кирил и Методий“ I степен[2]
- „Отличник за читалищна дейност“[2]